# Santi Vallés Casanoves
Santi Vallés Casanoves (l'Alcúdia, la Ribera Alta, 1967) és filòleg, escriptor i lingüista valencià, llicenciat en Filologia Catalana i Filologia Hispànica. És professor de la Facultat de Filologia de la Universitat de València, a més de tècnic lingüístic de l'Acadèmia Valenciana de la Llengua, traductor i assessor lingüístic.
Com a periodista, ha exercit de corresponsal, redactor, guionista i crític literari en diversos mitjans de la premsa escrita, com ara el diari Levante-EMV  o les revistes El Temps o Saó. Com a investigador, ha publicat monografies sobre llengua i literatura i treballs de caràcter etnogràfic i sociològic, com ara El rebost de la memòria o Digues Blau Cel. Especialitzat en l'estudi del valencianisme polític i cultural del segle xx, és autor de la biografia Converses amb l'home subterrani i d'Acció Valenciana (1930-1931). La consciència desvetlada. Com a editor edità junt a Francesc Pérez Moragón l'any 2016 les obres Les idees religioses i l'existencialisme en el teatre modern, escrita per Joan Fuster, i La bona nova a Maria, l'adaptació i traducció de l'obra original de Paul Claudel feta per Joan Fuster.

## Publicacions
- Acció Valenciana (1930-1931). La consciència desvetlada. València: Acadèmia Valenciana de la Llengua, 2008. ISBN 978-84-482-5127-7
- Josep Lluís Bausset. Testimoni de tota una època. L'Alcúdia: Ajuntament de l'Alcúdia, 1997.
- Josep Lluís Bausset, converses amb un home subterrani. València: Editorial Tàndem, 2000.
- Vallés, Santi i altres autors. D'un país que ja anem fent. Miscel·lània d'homenatge a Josep Lluís Bausset. Barcelona: Publicacions de l'Abadia de Montserrat, 2001.
- Bausset, cent anys de compromís (1910-2010). Documental sobre Bausset (amb guió de Santi Vallés) editat per l'Ajuntament de l'Alcúdia amb motiu de l'homenatge celebrat a l'Alcúdia l'11 de setembre de 2010